# بيوس الثامن
بيوس الثامن: إسمه عند الولادة كان فرنسيسكو سافيريو كاستيغليوني (31 آذار 1829 - 30 تشرين الثاني 1830)
لقد اختار اسمه على اسم بيوس السابع، الذي كان يشبهه بكثير من صفاته. ولد في 20 تشرين الثاني سنة 1761 في مدينة سينغولي الإيطالية. قرر بيوس السابع أن يقيمه مطراناً على مونتالتو سنة 1800 بسبب معارفه اللاهوتية والقانونية. نفاه نابليون الثالث و سجنه في بافي وفي مانتو. و تحرر، بعد معاهدة السلام، فأصبح كاستيغليوني كاردينال و مطران على سيزين سنة 1816؛ ثم مطراناً على فراسكاتي ومعلماً للاعتراف في ديوان التوبة سنة 1821. قد دعاه ذات يوم البابا بيوس السابع ببيوس الثامن، وذلك بنوع من الشعور الداخلي، حتى ولو لم يتخذه سنة 1823 حزب صديقه كونالفي، فقد يجوز أن ينتخب بابا آنذاك. انتهت حبرية هذا البابا المتألم بالصمت والهدوء. فدفن في المغاور الفاتيكانية، فيما نصبه التذكاري أقيم في كاتدرائية القديس بطرس.